# アルマード
株式会社アルマードは、東京都中央区に本社を置く化粧品、サプリメントのメーカーである。
卵の殻の内側にある薄い膜「卵殻膜」を全商品に配合しているのが特徴。
卵殻膜について、東京大学と産学連携による共同研究を行っている。

## 脚註
1. 1 2 3 4 5 6  新規上場申請のための有価証券報告書アルマード 2021年5 
月21日
2. ↑  ～ 東京大学及びアルマード 産学連携研究成果に関するお知らせ ～身近な食品ながら産業廃棄物とされる「卵殻膜」摂取により、国の難病に指定されている潰瘍性大腸炎の炎症を抑制 - SankeiBiz（2014年7月7日付 サンケイビズ）